# Криушинский (Волгоградская область)
Криушинский — хутор в Урюпинском районе Волгоградской области России, административный центр Хопёропионерского сельского поселения.
Население — 783 (2010)

## История
Дата основания не установлена. Первоначально известен как хутор Кривуша. С 1928 года — в составе Новониколаевского района Хопёрского округа (упразднён в 1930 году) Нижне-Волжского края (с 1934 года — Сталинградского края). С 1935 года — в составе Хопёрского района Сталинградского края (с 1936 года Сталинградской области, с 1954 по 1957 год район входил в состав Балашовской области).
В 1959 году в связи с упразднением Хопёрского района хутор Криушинский передан в состав Урюпинского района.

## География
Хутор находится в степной местности на северо-востоке Урюпинского района, близ границы с Поворинским районом Воронежской области, в пределах Хопёрско-Бузулукской равнины, являющейся южным окончанием Окско-Донской низменности. Хутор находится в 150—200 км к северу от среднего значения климато- и ветро- разделяющей оси Воейкова. Рельеф местности равнинный, практически плоский. Понижения местности заболочены. Центр хутора расположен на высоте около 120 метров над уровнем моря. Со всех сторон хутор окружён полями. Почвы — чернозёмы типичные.
К хутору имеется подъезд от федеральной автодороги «Каспий» (5,3 км). По автомобильным дорогам расстояние до областного центра города Волгоград составляет 330 км, до районного центра города Урюпинск — 57 км.

## Население
Динамика численности населения по годам:
| 1986 | 2002 |
| ---- | ---- |
| ≈780 | 737  |

| 2010 |
| ---- |
| 783  |